# 両面価値的性差別
両面価値的性差別(英語：Ambivalent sexism)とは、性差別においてその種類は「敵対的性差別」(hostile sexism)と「慈悲的性差別」(benevolent sexism)に分けられるとする理論である。

## 概要
性差別を二分したもののうち特に女性差別において、主観的には慈悲的性差別は善意に基づいたものと見られがちであるが、実際にはジェンダー平等を妨げているとする主張が理論の主な部分である。
この理論はスーザン・フィスケ(Susan Fiske)という心理学者によって提唱された。
主な慈悲的性差別の例としては「女性は男性によって保護されるべき」という考えがあり、これを両面価値的性差別では「女性を男性より一人前ではないとする考えが背景にある」と考えている。
差別の種類としては敵対的性差別では「女性は、無能で、知的でなく、過度に感情的で、性的に弱い立場である」とみなしているのに対し、慈悲的性差別では一見ポジティブに見える女性の評価をしており、「妻、母、子の世話人の役割における女性の畏敬の念、異性愛の対象としての女性のロマンティック化、男性には女性を保護する義務がある」など表面上は女性に害を及ぼすようには見えない考え方をしている。
しかし、この分類において後者の慈悲的性差別は (a)「女性は弱く自立していない為、保護する必要があること」、(b)「女性は母親や世話人としての伝統的なジェンダーの役割から逸脱してはならないという固定化があること」などを規範としており、これを原因として女性の社会的地位を下げ、自由を制限することに繋がっており、敵対的差別と同じく性差別として女性の不利益になっているとしている。
また、慈悲的性差別はその性質上、善意に見える事から好意的に受け止められ、無意識な差別、無自覚な差別となり、偏見や差別として認識されないことが多いという問題がある。例として「女性のためにドアを開ける」「女性の代わりに重い荷物を持つ」「レディーファースト」などがあげられる。